# De windmolen
De windmolen is een sprookje van Hans Christian Andersen, het verscheen in 1865.

## Het verhaal
Een trotse windmolen voelt zich verlicht door zon en maan buiten en een waskaars, olielamp en vetkaars binnen. In zijn borst heeft hij flinke molenstenen en vier vleugels aan zijn hoofd, vlak onder zijn hoed. Hij is Hollander van geboorte, een Vliegende Hollander wordt voor bovennatuurlijk aangezien.
Zijn sterkste gedachte wordt door andere gedachten de man in de molen genoemd, hoog boven meel en grutten verheven. Moeke is het gemoed en zijn weke stemming en vader zijn sterkste, zij zijn twee en toch een. Kleine gedachten kunnen groot worden en ze komen ook van buiten. Huizen zonder vleugels hebben ook gedachten, die komen bij de gedachten van de molen op bezoek en verloven zich ermee. Het lijkt alsof moekes wederhelft vriendelijker is geworden. De molen moet afgebroken worden om nieuw en beter te verrijzen, op deze manier zal de molen blijven bestaan. Een ander worden en toch dezelfde blijven, zodat anderen zeggen daar staat een molen op de heuvel.
Lange tijd gaat voorbij en de molen vliegt in brand. De molen valt en er blijft alleen as over. De wind neemt de as mee en rook trekt over de plaats van de brand. De familie van de molenaar koopt een nieuwe molen, hij lijkt precies op de oude. Maar deze is beter ingericht, meer in overeenstemming met de geest des tijds. Het lichaam van de molen verrijst niet zoals hij had gedacht, hij had het te letterlijk opgevat en dat moet men niet doen.